# Förvaring
Förvaring av förminskat tillräkneliga förbrytare var i Sverige en frihetsberövande brottspåföljd, vilken tillkom 1927 och omarbetades 1937, som i likhet med internering hade till syfte att effektivt bekämpa den kroniska brottsligheten. 
För att domstol skulle kunna förordna om förvaring i stället för straff, fordrades, att den brottslige skulle vara av en sinnesbeskaffenhet, som avvek från det normala, men inte var strafflös enligt strafflagens 5 kapitel, paragraf 5, att han på grund av sin sinnesbeskaffenhet antogs vara oemottaglig eller föga mottaglig för straff, att han var att anse som vådlig för annans säkerhet till person eller egendom samt att på brottet kunde följa straffarbete eller, när det gällde sedlighetsbrott, fängelse. Innan förvaring ådömdes, skulle yttrande inhämtas från Interneringsnämnden. Utmärkande för förvaring var, att tiden för anstaltsvistelsen inom vissa gränser var obestämd. Vid Brottsbalkens ikraftträdande 1965 ersattes påföljden förvaring med internering.